# Kamoenai
Kamoenai (jap. 神恵内村 Kamoenai-mura) – wieś w Japonii, w prefekturze Hokkaido, w podprefekturze Shiribeshi. Według danych na rok 2020 miejscowość zamieszkiwało 870 mieszkańców , a gęstość zaludnienia wyniosła 5,9 os./km².